# The House on Sorority Row
The House On Sorority Row (BR: Assassinatos na Fraternidade Secreta) é um filme estadunidense de 1983, do gênero terror slasher, dirigido por Mark Rosman. 

## Sinopse
Katy, Morgan, Stevie, Liz, Vicky, Jeanie e Diane são irmãs de uma fraternidade do campus que acabam de se formar na faculdade, e estão prestes a seguirem para o futuro. Querendo realizar uma festa de comemoração, as irmãs pretendem usar a casa da irmandade. Dorothy Slater, que é a proprietária da casa, não permite que a festa seja realizada e ameaça expulsá-las. Chateadas e furiosas, elas resolvem pregar uma peça em forma de vingança contra a sra. Slater. Mas a brincadeira acaba passando muito além dos limites e acidentalmente, resulta na morte da mulher. Apavoradas, as garotas decidem acobertar o crime e continuar com a festa de formatura afim de não atraírem suspeitas. Enquanto as irmãs lutam para esconder o cadáver da sra. Slater na casa agora cheia de formandos festeiros, elas são uma a uma assassinadas por uma testemunha misteriosa como punição por seus atos. 

Uma refilmagem intitulada Sorority Row (BR: Pacto Secreto ) foi lançada em 11 de setembro de 2009. 